# 张家玮 (拳击运动员)
张家玮（1989年8月1日—）福建省屏南县人，中国拳击运动员，山东全运会铜牌、广州亚运会银牌、仁川亚运会银牌获得者。2016年里约热内卢奥运会张家玮进入八强。